# HMS Barfleur (D80)
Pour les autres navires du même nom, voir HMS Barfleur.
Le HMS Barfleur est un destroyer de classe Battle de la Royal Navy.

## Histoire
Il est le seul navire de la classe à prendre part à la Seconde Guerre mondiale. Il rejoint la British Pacific Fleet au moment de la commission et part au Japon. Il est présent dans la baie de Tokyo quand les Japonais signent la capitulation à bord du navire américain USS Missouri le 2 septembre 1945.
En 1946, le Barfleur est déployé en Extrême-Orient avec le reste de la 19e flottille de Destructeurs, s'acquittant de diverses tâches, notamment de visiter de nombreux ports. Le Barfleur revient au Royaume-Uni avec le reste de sa flottille en 1947 et est placée dans la réserve.
En 1953, le Barfleur participe à la grande revue de la flotte à Spithead pour célébrer le couronnement de la reine Élisabeth II. Il se trouve au milieu des destroyers St. Kitts et Crossbow.
Barfleur devient le leader de la 3e flottille de destroyers (en) qui sert en Méditerranée. Pendant cette période, il récupère les survivants d'un Handley Page Hastings qui s'est écrasé dans la région. À la fin de sa mission, le Barfleur débarque l'équipage de l'avion à Malte. En 1954, il rentre au Royaume-Uni puis est renvoyé en Méditerranée l'année suivante.
Le destroyer est impliqué dans la crise du canal de Suez en 1956, prenant part au débarquement allié début novembre. Le Barfleur rentre plus tard dans l'année pour la dernière fois pour être dans la Home Fleet.
En 1958, le Barfleur est mis en réserve avant d'être dans la liste des cessions et démoli à Dalmuir en juin 1966.